# 畑井耳介
畑井耳介（学名：Aurila hataii）为半花介科耳介屬下的一个种。